# Leandro González
Leandro González (Pigüé, Provincia de Buenos Aires, Argentina; 14 de octubre de 1985) es un futbolista argentino. Juega de delantero en Estrella del Sur, de la Primera C.

## Carrera

### Sarmiento de Pigüé
González comenzó su carrera como jugador en el Club Sarmiento de Pigüé.

### Olimpo
En 2005 llegó a Olimpo, equipo de Primera. El 6 de marzo debutó con el equipo bahiense, ingresando a los 45 minutos del segundo tiempo por Alejandro Delorte, en lo que sería victoria por 1-0 sobre Gimnasia y Esgrima de La Plata.
Estuvo en el club hasta el 2008, sufriendo un descenso a la Primera B Nacional, pero también logrando el regreso a la primera división un año después de haber perdido la categoría.

### Racing Club
La temporada siguiente fueron relegados de nuevo, lo que llevó González para unirse a Racing Club en 2008, donde jugó 19 partidos y anotó 3 goles.

### Estudiantes de La Plata
Luego de ganar la 50.ª edición de la Copa Libertadores en 2009, Estudiantes se refuerza con el polifuncional jugador pensando en su participación en el Mundial de Clubes que se disputó en diciembre del mismo año. Al principio resistido por los hinchas, a base de esfuerzo y sacrificio se fue ganando el respeto de los simpatizantes pincharratas.
El 10 de febrero de 2010, en el partido contra Juan Aurich de Perú, ingresó en el minuto 36 del segundo tiempo y tardó solo 9 minutos en convertir un gol y sellar el partido, este fue su primer gol convertido con la camiseta albirroja. Además, gracias a él, Estudiantes logró su máxima goleada en torneos internacionales al vencer 5-1 al equipo peruano.
El 26 de febrero de 2010, en el partido contra Boca Juniors jugado en La Bombonera, se disputaba el último minuto de juego cuando, luego de ganarle la posición a los defensores centrales del equipo de la ribera, convierte su segundo gol en Estudiantes y decreta el empate en el marcador (1-1). La conquista del oriundo de Pigüé sirvió para que el equipo platense logre llegar a los 6 partidos consecutivos sin conocer la derrota frente a Boca.
El 12 de abril de 2010, en el partido contra Racing Club (González jugó en dicho equipo en el 2008 y la gente no lo apreciaba, además él es hincha de Racing), jugó de titular por una lesión de Boselli y convirtió dos goles, lo que le permitió a su equipo ganar por 4-0 y prenderse en la pelea del campeonato. Los goles no los festejó, solo miraba a la hinchada de Racing.
El 27 de abril de 2010 Estudiantes fue a México para jugar los octavos de final de la Copa Libertadores contra San Luis. Alejandro Sabella mandó un equipo alternativo dado que se encontraban en plena lucha por el torneo argentino. Gracias a un gol de González, Estudiantes ganó por 0-1. En la vuelta, el 5 de mayo, Estudiantes recibió al equipo mexicano y al comienzo del partido Leandro marcó un gol para darle tranquilidad a la gente. Luego el partido terminó 3-1 a favor del pincha.
El 20 de mayo de 2010, por los cuartos de final de la Copa Libertadores contra Inter de Porto Alegre marca un gol en la vuelta, pero el conjunto argentino quedó eliminado de dicha competición.
Ya en el Apertura 2010, le marca un gol a Godoy Cruz, y logra que el pincharrata le rompa el invicto en Mendoza.
Cuando se disputaba el clásico de la ciudad, sufre una lesión en el hombro que lo margina de las canchas hasta el 2011.
Anotó 3 goles en la Copa Libertadores.
En agosto de 2025 se hizo presente en el aniversario 120 del club, junto a Juan Sebastián Verón.

### Colón
A mediados de 2011, Leandro González es prestado a Colón. Allí jugó más de 20 partidos y convirtió un gol.

### Regreso a Olimpo
Al volver a Estudiantes de La Plata, el Pincha vuelve a ceder al jugador pigüense, esta vez a Olimpo, equipo que lo vio nacer futbolísticamente. En su vuelta al Aurinegro, que jugaba en la Primera B Nacional, el Buitre apenas jugó 14 partidos y convirtió un gol.

### San Martín (San Juan)
En el 2013 es fichado por la dirigencia de San Martín de San Juan después de su reciente descenso a segunda división para encarar su regreso a Primera.

### Defensa y Justicia
Luego de su paso por San Martín de San Juan en 2014 ficha por Defensa y Justicia para afrontar el Torneo de Transición. Tuvo varias lesiones que le impidieron mostrar su nivel en El Halcón, su primer partido fue ante San Lorenzo de Almagro reemplazando a Brian Fernández. Su segundo partido fue por la Copa Argentina siendo este su primer partido de titular y justamente contra San Lorenzo de Almagro en la victoria 2 a 1. Su último partido fue ante Banfield donde reemplazó a Ciro Rius.

### Atlético Tucumán
En 2015 ficha para Atlético Tucumán, anotó su primer gol ante Guillermo Brown, el segundo en la siguiente fecha ante Instituto de Córdoba, su tercer gol fue ante Douglas Haig. El cuarto gol lo marcó frente a Patronato, el quinto lo hizo frente a Central Córdoba de Santiago. El 6mo fue frente a Atlético Paraná, en la victoria por 2 a 0. El séptimo fue contra Douglas Haig por la fecha 36. Su octavo gol lo marcó frente a Estudiantes de San Luis, por la fecha 38. En la fecha 40 marcó su noveno gol, frente a Unión de Mar del Plata. El décimo gol fue contra Racing, su ex club, por la primera fecha del Torneo de Transición 2016. El domingo 14 de febrero de 2016 convierte el único gol del histórico encuentro entre Boca Juniors logrando que Atlético volviera a ganar en La Bombonera luego de 40 años. En la fecha 6 del campeonato 2016-17 marcaría frente a Independiente de Avellaneda en el triunfo Decano 2 a 0.

### Omonia Nicosia
Tras dos años en el Decano, Leandro González partió hacia Chipre en lo que fue hasta el momento su primer experiencia europea. En el Omonia Nicosia jugó 11 partidos y convirtió 2 goles, quedando libre a los 6 meses de su llegada.

### Quilmes
En su vuelta al país, ficha para Quilmes, de la Primera B Nacional. Leandro fue parte importante de la salvación del Cervecero, aportando 5 goles en 11 encuentros.

### Temperley
En julio de 2018 firma contrato con Temperley. En el Gasolero convierte un gol por la Primera B Nacional y uno por la Copa Argentina. En mayo de 2019 arregla su desvinculación con el club, ya que no sería tenido en cuenta por el técnico para la nueva temporada.

### Regreso a Quilmes
Después de un año, Leandro González vuelve a Quilmes. En su vuelta al club se convirtió en el goleador del equipo, convirtiendo 7 goles con la blanquita.

## Estadísticas
- Actualizado hasta el 10 de agosto de 2025.

| Olimpo Argentina |                     |                     |     |    |    |    |    |    |     |      |      |
| 1.ª | 2004-05             | 2                   | 0   | -  | -  | -  | -  | 2  | 0   | 0    |      |
| 1.ª | 2005-06             | 3                   | 0   | -  | -  | -  | -  | 3  | 0   | 0    |      |
| 2.ª | 2006-07             | 5                   | 1   | -  | -  | -  | -  | 5  | 1   | 0.2  |      |
| 1.ª | 2007-08             | 27                  | 4   | -  | -  | -  | -  | 27 | 4   | 0.15 |      |
| 2.ª | 2012-13             | 11                  | 1   | 3  | 0  | -  | -  | 14 | 1   | 0.07 |      |
| 3.ª | 2023                | 20                  | 4   | 0  | 0  | -  | -  | 20 | 4   | 0.2  |      |
| Total club | Total club          | 68                  | 10  | 3  | 0  | -  | -  | 71 | 10  | 0.14 |      |
| Racing Club Argentina |                     |                     |     |    |    |    |    |    |     |      |      |
| 1.ª | 2008-09             | 30                  | 3   | -  | -  | -  | -  | 30 | 3   | 0.1  |      |
| Total club | Total club          | 30                  | 3   | -  | -  | -  | -  | 30 | 3   | 0.1  |      |
| Estudiantes (LP) Argentina |                     |                     |     |    |    |    |    |    |     |      |      |
| 1.ª | 2009-10             | 15                  | 3   | -  | -  | 6  | 4  | 21 | 7   | 0.33 |      |
| 1.ª | 2010-11             | 24                  | 2   | -  | -  | 10 | 3  | 34 | 5   | 0.15 |      |
| Total club | Total club          | 39                  | 5   | -  | -  | 16 | 7  | 55 | 12  | 0.22 |      |
| Colón Argentina |                     |                     |     |    |    |    |    |    |     |      |      |
| 1.ª | 2011-12             | 21                  | 1   | 2  | 0  | -  | -  | 23 | 1   | 0.04 |      |
| Total club | Total club          | 21                  | 1   | 2  | 0  | -  | -  | 23 | 1   | 0.04 |      |
| San Martín (SJ) Argentina |                     |                     |     |    |    |    |    |    |     |      |      |
| 2.ª | 2013-14             | 33                  | 9   | 0  | 0  | -  | -  | 33 | 9   | 0.27 |      |
| Total club | Total club          | 33                  | 9   | 0  | 0  | -  | -  | 33 | 9   | 0.27 |      |
| Defensa y Justicia Argentina |                     |                     |     |    |    |    |    |    |     |      |      |
| 1.ª | 2014                | 15                  | 0   | 3  | 0  | -  | -  | 18 | 0   | 0    |      |
| Total club | Total club          | 15                  | 0   | 3  | 0  | -  | -  | 18 | 0   | 0    |      |
| Atlético Tucumán Argentina |                     |                     |     |    |    |    |    |    |     |      |      |
| 2.ª | 2015                | 39                  | 8   | 1  | 0  | -  | -  | 40 | 8   | 0.2  |      |
| 1.ª | 2016                | 16                  | 4   | 0  | 0  | -  | -  | 16 | 4   | 0.25 |      |
| 1.ª | 2016-17             | 26                  | 3   | 2  | 0  | 9  | 1  | 37 | 4   | 0.11 |      |
| Total club | Total club          | 81                  | 15  | 3  | 0  | 9  | 1  | 93 | 16  | 0.17 |      |
| Omonia Nicosia Chipre |                     |                     |     |    |    |    |    |    |     |      |      |
| 1.ª | 2017-18             | 11                  | 2   | 0  | 0  | -  | -  | 11 | 2   | 0.18 |      |
| Total club | Total club          | 11                  | 2   | 0  | 0  | -  | -  | 11 | 2   | 0.18 |      |
| Quilmes Argentina |                     |                     |     |    |    |    |    |    |     |      |      |
| 2.ª | 2017-18             | 11                  | 5   | -  | -  | -  | -  | 11 | 5   | 0.45 |      |
| 2.ª | 2019-20             | 21                  | 7   | -  | -  | -  | -  | 21 | 7   | 0.33 |      |
| 2.ª | 2020                | 5                   | 0   | -  | -  | -  | -  | 5  | 0   | 0    |      |
| Total club | Total club          | 37                  | 12  | -  | -  | -  | -  | 37 | 12  | 0.32 |      |
| Temperley Argentina |                     |                     |     |    |    |    |    |    |     |      |      |
| 2.ª | 2018-19             | 22                  | 1   | 5  | 3  | -  | -  | 27 | 4   | 0.15 |      |
| Total club | Total club          | 22                  | 1   | 5  | 3  | -  | -  | 27 | 4   | 0.15 |      |
| Gimnasia y Esgrima (J) Argentina |                     |                     |     |    |    |    |    |    |     |      |      |
| 2.ª | 2021                | 34                  | 6   | -  | -  | -  | -  | 34 | 6   | 0.18 |      |
| 2.ª | 2022                | 34                  | 7   | 3  | 0  | -  | -  | 37 | 7   | 0.19 |      |
| 2.ª | 2023                | 12                  | 1   | -  | -  | -  | -  | 12 | 1   | 0.08 |      |
| Total club | Total club          | 80                  | 14  | 3  | 0  | -  | -  | 83 | 14  | 0.17 |      |
| Argentino de Quilmes Argentina |                     |                     |     |    |    |    |    |    |     |      |      |
| 3.ª | 2024                | 29                  | 6   | -  | -  | -  | -  | 29 | 6   | 0.21 |      |
| Total club | Total club          | 29                  | 6   | -  | -  | -  | -  | 29 | 6   | 0.21 |      |
| Estrella del Sur Argentina |                     |                     |     |    |    |    |    |    |     |      |      |
| 4.ª | 2025                | 14                  | 0   | -  | -  | -  | -  | 14 | 0   | 0    |      |
| Total club | Total club          | 14                  | 0   | -  | -  | -  | -  | 14 | 0   | 0    |      |
| Total en su carrera | Total en su carrera | Total en su carrera | 479 | 78 | 19 | 3  | 25 | 8  | 523 | 89   | 0.17 |
| (1) Las copas nacionales se refiere a la Copa Argentina y la Copa de Chipre. (2) Las copas internacionales se refiere a la Copa Libertadores, a la Copa Sudamericana, la Liga de Campeones de la UEFA y la Liga Europa de la UEFA. (3) Media de goles por encuentro. No incluye goles en partidos amistosos. |                     |                     |     |    |    |    |    |    |     |      |      |

## Palmarés

### Campeonatos nacionales
| Título                           | Club                    | País      | Año     |
| -------------------------------- | ----------------------- | --------- | ------- |
| Campeonato de Primera B Nacional | Olimpo                  | Argentina | 2006/07 |
| Primera División de Argentina    | Estudiantes de La Plata | Argentina | A-2010  |
| Campeonato de Primera B Nacional | Club Atlético Tucumán   | Argentina | 2015    |